# Fletcher, Vermont
Fletcher är en kommun (town) i Franklin County i delstaten Vermont, USA. Vid folkräkningen år 2000 bodde 1 179 personer på orten. Den har enligt United States Census Bureau en area på totalt 98,4 km², varav 0,4 km² är vatten. 